# Edipo e la Sfinge (Moreau)
Edipo e la Sfinge è un dipinto del pittore simbolista francese Gustave Moreau, conservato al Metropolitan Museum of Art di New York.
Moreau rinnova la visione del mito antico in questo confronto, da cui Edipo uscirà vittorioso, che è quello tra il bene e il male, lo spirito e la materia.

## Soggetto
Il leggendario eroe greco Edipo, giunto a Tebe, incontrò la temuta Sfinge: un mostro con testa di donna, corpo di leone, coda di serpente ed ali di rapace. Ad ogni viaggiatore essa poneva un enigma: "Qual è la creatura che cammina su quattro piedi al mattino, su due al pomeriggio e su tre di sera?". Nel suolo giacevano i resti dei passanti che non avevano risposto correttamente, ma Edipo capì che la soluzione era l'uomo, poiché da bambino gattona, da adulto cammina su due gambe ed in vecchiaia usa un bastone. Edipo sconfisse così la Sfinge.

## Storia
Nel 1864 Gustave Moreau espose al Salon Edipo e la Sfinge ricevendo le lodi di illustri critici come Théophile Gautier, Maxime Du Camp e Paul de Saint-Victor; ricevette una medaglia e fu acquistato da un prestigioso collezionista, il principe Girolamo Bonaparte, fratello dell'imperatore. L'opera segnò l'inizio della sua fortuna.

## Descrizione e stile
In Ecrits sur l'art Moreau scrisse a proposito dell'opera:
L'artista affronta una tematica cara al simbolismo: la contrapposizione tra ideale e materialità.
Il dipinto, pur riprendendo una tematica classica, come pure la coeva pittura accademica soleva fare, si distacca però da essa poiché appare intriso di simboli ed arcane allusioni. Secondo il critico Édouard Schuré la corona sulla testa della sfinge potrebbe alludere alla vittoria di essa, ovvero delle forze che incarna, sull'uomo, ma «la natura, penetrata nelle gerarchie delle sue forze, è vinta dall'uomo, che la riassume e la supera pensandola».

## Dettagli dell'opera

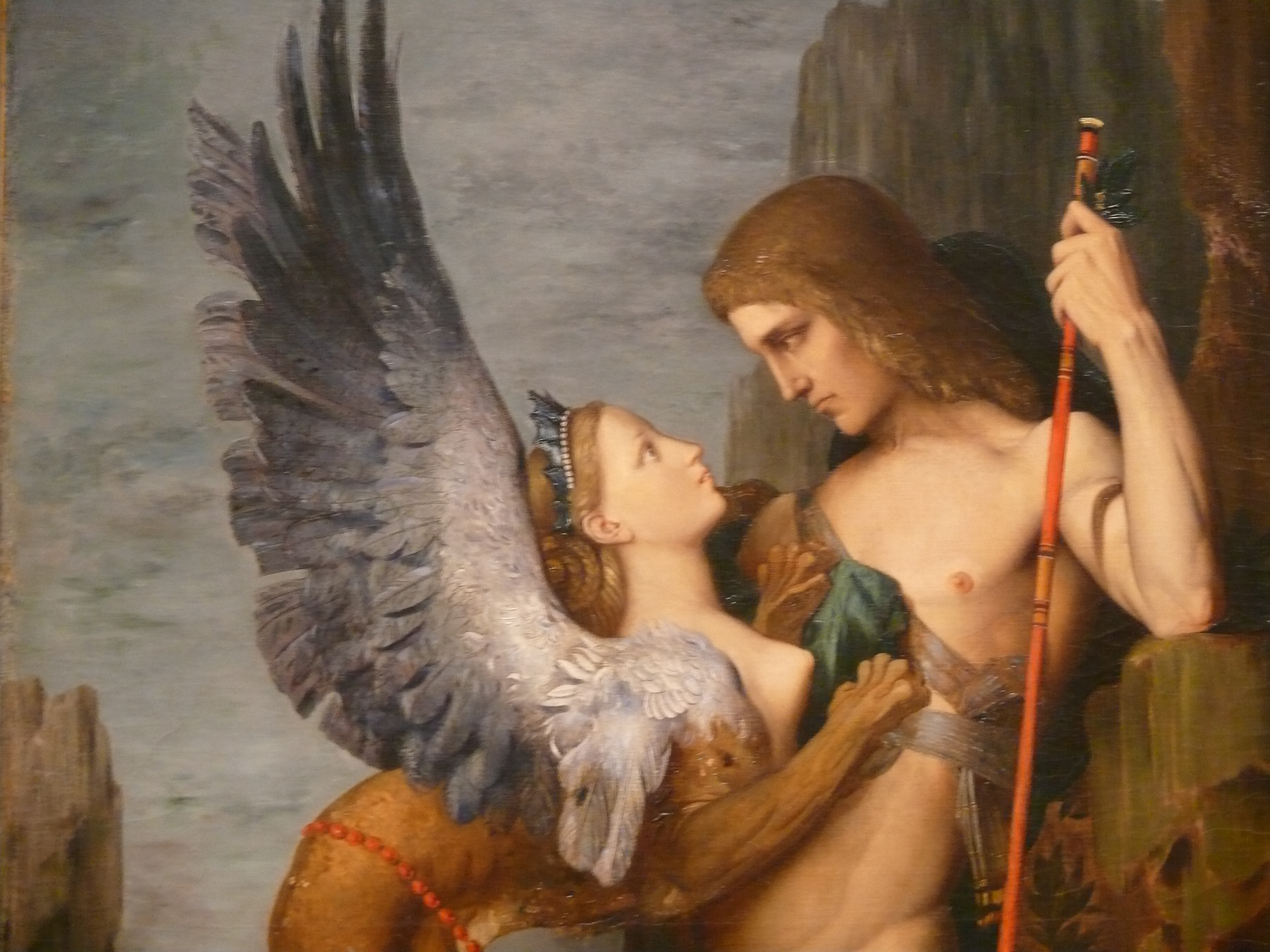
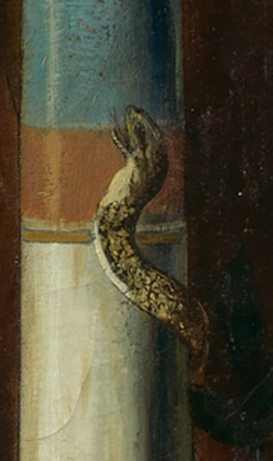
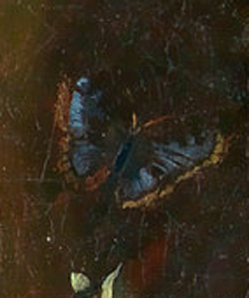
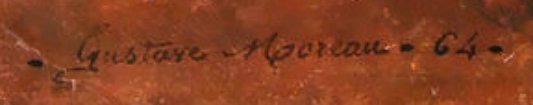